# Колалто Сабино
Кола̀лто Сабѝно (на италиански: Collalto Sabino, на местен диалект Collàrtu, Коларту) е село и община в Централна Италия, провинция Риети, регион Лацио. Разположено е на 980 m надморска височина. Населението на общината е 472 души (към 2010 г.).